# کلیسای سنت جان، تالین

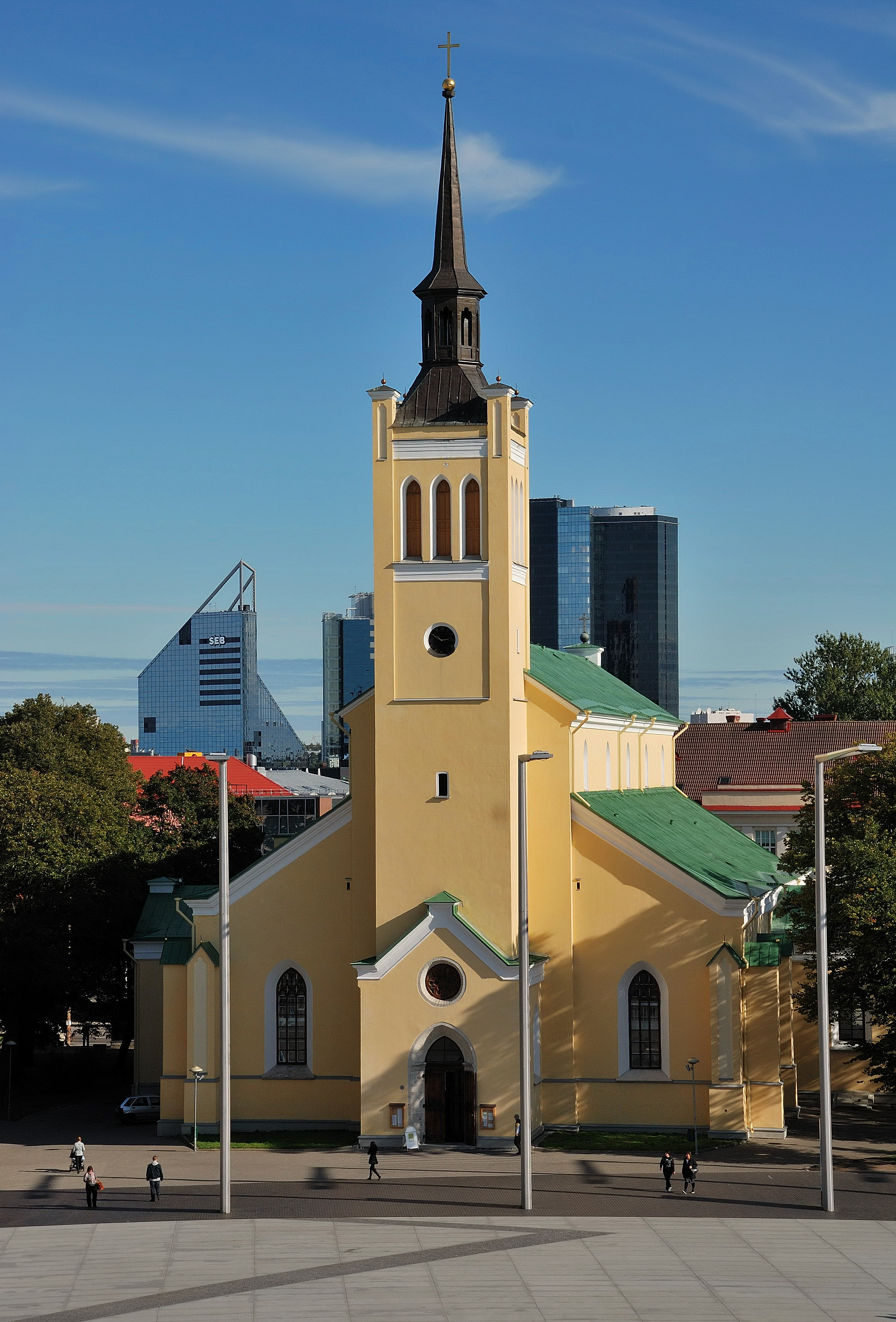
کلیسای سنت جان، تالین

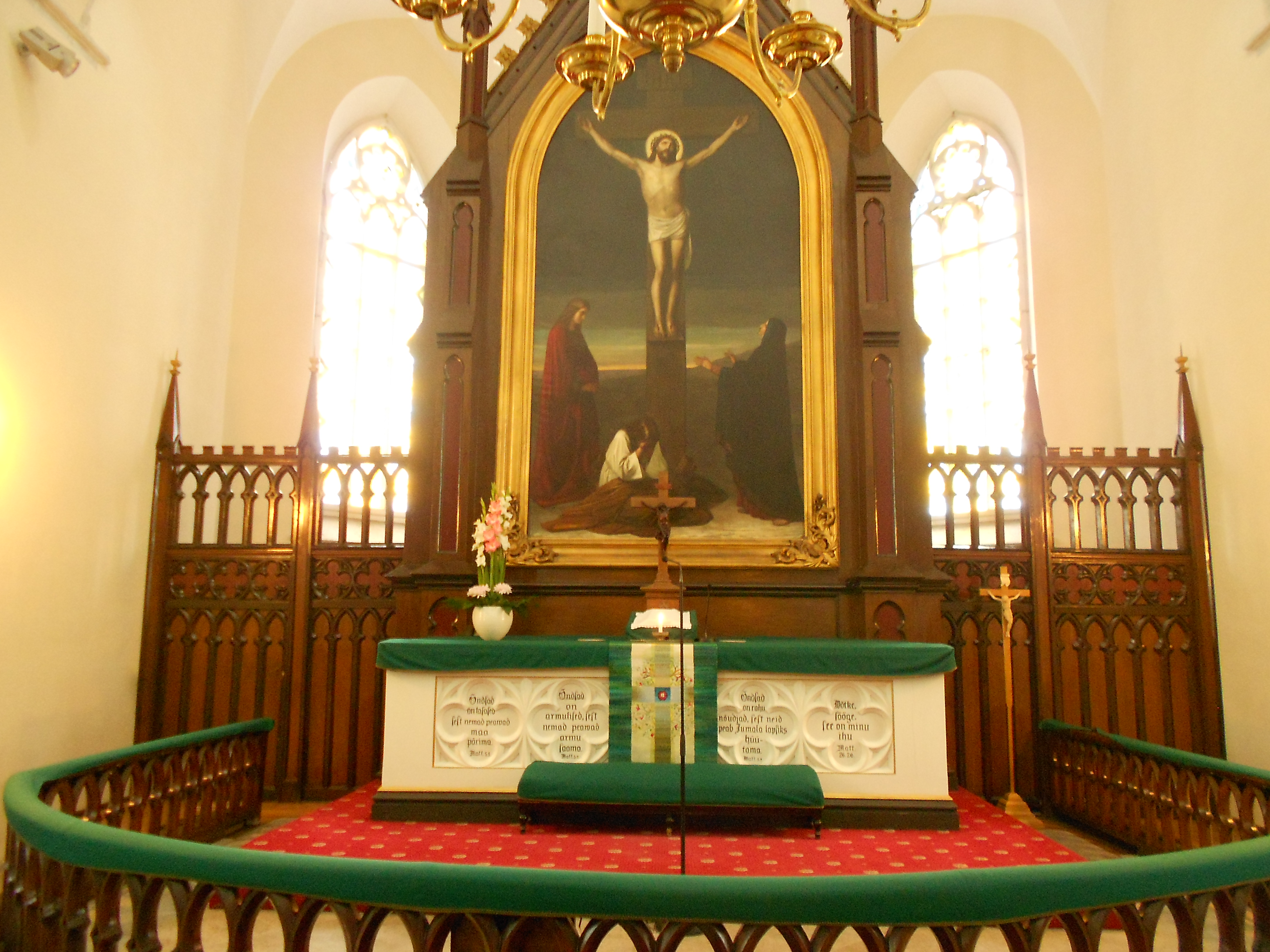

کلیسای سنت جان (استونیایی: Jaani kirik) کلیسایی در شهر تالین، استونی است.
این کلیسا در سال۱۸۶۲ شروع به ساخت شده و در سال ۱۸۶۷ میلادی تأسیس شده‌است و متعلق به فرقه لوتریانیسم است.